# Фуипизия
Фуипизия (англ. Fuipisia Falls) — водопад на острове Уполу в Самоа.
Расположен на реке Маливейфагатола (англ. Mulivaifagatola River), в 300 метрах от трассы Ле-Мафа-пасс-роуд (англ. Le Mafa Pass Rd.), на расстоянии 3 км к северу от водопада Сопоага.
Водопад окружен зелёной растительностью, высота потока воды — 56 метров.